# DDR-Mannschaftsmeisterschaft im Schach 1953
Die DDR-Mannschaftsmeisterschaft im Schach 1953 wurde am 19. April 1953 mit der siebten Runde beendet.
Die BSG Einheit Leipzig Ost gewann nach 1951 und 1952 auch die DDR-Mannschaftsmeisterschaft 1953.

## Kreuztabelle der Mannschaften (Rangliste)
|   | Verein                 | 1   | 2   | 3   | 4   | 5   | 6   | 7   | Punkte |
| - | ---------------------- | --- | --- | --- | --- | --- | --- | --- | ------ |
| 1 | Einheit Leipzig Ost    |     | 5,5 | 4,0 | 4,5 | 6,0 | 5,0 | 4,5 | 29,5   |
| 2 | Einheit Rostock        | 2,5 |     | 4,5 | 5,0 | 3,5 | 5,5 | 5,5 | 26,5   |
| 3 | Motor Jena             | 4,0 | 3,5 |     | 2,5 | 5,0 | 3,5 | 6,5 | 25,0   |
| 4 | Motor Ost Halle        | 3,5 | 3,0 | 5,5 |     | 4,0 | 4,0 | 4,0 | 24,0   |
| 5 | Motor Mitte Berlin     | 2,0 | 4,5 | 3,0 | 4,0 |     | 3,5 | 6,0 | 23,0   |
| 6 | Aufbau Börde Magdeburg | 3,0 | 2,5 | 4,5 | 4,0 | 4,5 |     | 3,0 | 21,5   |
| 7 | Rotation Dresden       | 3,5 | 2,5 | 1,5 | 4,0 | 2,0 | 5,0 |     | 18,5   |

Anmerkung: Die Mannschaft Empor Erfurt trat in der 5. Runde unvollständig an und wurde aufgrund der Bestimmungen aus der Wertung genommen.

## Die Meistermannschaft
| 1.            | BSG Einheit Leipzig Ost                                                                                               |
| Schachfiguren | Wolfgang Pietzsch, Erich Kübart, Günter Weinitschke, Schiffer, Kurt Großner, E. Burkhardt, Hans Engel, Herbert Starke |

## DDR-Mannschaftsmeisterschaft der Frauen
Die Meisterschaft der Frauen wurde vom 3. bis 8. Oktober 1953 in Meissen ausgetragen.
|   | Verein                    | 1   | 2   | 3   | 4   | 5   | Punkte |
| - | ------------------------- | --- | --- | --- | --- | --- | ------ |
| 1 | Motor Gohlis Nord Leipzig |     | 4,5 | 5,0 | 3,5 | 5,0 | 18,0   |
| 2 | Motor Ost Halle           | 1,5 |     | 6,0 | 5,0 | 5,5 | 18,0   |
| 3 | Einheit Meiningen         | 1,0 | 0,0 |     | 4,5 | 4,0 | 09,5   |
| 4 | Lok Cottbus               | 2,5 | 1,0 | 1,5 |     | 3,0 | 08,0   |
| 5 | Einheit Rostock           | 1,0 | 0,5 | 2,0 | 3,0 |     | 06,5   |